# Jurgis Staševičius
Jurgis Staševičius (* 27. Oktober 1958 in Šaukėnai, Rajongemeinde Kelmė) ist ein litauischer konservativer Politiker, ehemaliger Bürgermeister.

## Leben
Nach dem Abitur 1976 an der Mittelschule absolvierte Jurgis Staševičius 1979 das Technikum für Hydromelioration in  Panevėžys und 1987 das Diplomstudium an der Fakultät für Mechanisation der Lietuvos žemės ūkio akademija bei Kaunas und wurde Mechaniker.
Von 1979 bis 1991 arbeitete er in Kelmė. 2000 und von 2008 bis 2010 war er stellvertretender Bezirksleiter von Telšiai. Von 1995 bis 1997 war er stellvertretender Bürgermeister, von 1997 bis 2000 Bürgermeister der Rajongemeinde Kelmė.
Ab 1993 war er Mitglied von Lietuvos krikščionių demokratų partija, ab 2010 der Krikščionių partija.
Er ist verheiratet. Frau Judita Staševičienė ist Richterin im Kreisgericht Telšiai.

## Quelle
- 2011 m. Lietuvos savivaldybių tarybų rinkimai

| Personendaten    | Personendaten                 |
| ---------------- | ----------------------------- |
| NAME             | Staševičius, Jurgis           |
| KURZBESCHREIBUNG | litauischer Politiker         |
| GEBURTSDATUM     | 27. Oktober 1958              |
| GEBURTSORT       | Šaukėnai, Rajongemeinde Kelmė |